# Брембате
Брембате (итал. Brembate) је насеље у Италији у округу Бергамо, региону Ломбардија.
Према процени из 2011. у насељу је живело 6499 становника. Насеље се налази на надморској висини од 172 м.

## Становништво
| 1931. | 1936. | 1951. | 1961. | 1971. | 1981. | 1991. | 2001. | 2011. |
| ----- | ----- | ----- | ----- | ----- | ----- | ----- | ----- | ----- |
| 3.734 | 3.826 | 4.456 | 4.891 | 5.448 | 5.897 | 6.240 | 7.180 | 8.293 |